# Constance
Constance é uma povoação portuguesa sede da freguesia homónima do município de Marco de Canaveses  com 3,55 km² de área e 1519 habitantes (censo de 2021), tendo, por isso, uma densidade populacional de 427,9 hab./km².

## Demografia
A população registada nos censos foi:
| Distribuição da População por Grupos Etários | Distribuição da População por Grupos Etários | Distribuição da População por Grupos Etários | Distribuição da População por Grupos Etários | Distribuição da População por Grupos Etários |
| -------------------------------------------- | -------------------------------------------- | -------------------------------------------- | -------------------------------------------- | -------------------------------------------- |
| Ano                                          | 0-14 Anos                                    | 15-24 Anos                                   | 25-64 Anos                                   | > 65 Anos                                    |
| 2001                                         | 343                                          | 276                                          | 830                                          | 190                                          |
| 2011                                         | 278                                          | 246                                          | 890                                          | 212                                          |
| 2021                                         | 195                                          | 185                                          | 868                                          | 271                                          |